# Неферит I
Нефаруд I или Најфауруд I, познатији под својим хеленизованим именом Неферит I, био је староегипатски фараон, оснивач 29. династије 399. п. н. е. Неферит је поразио у бици тадашњег фараона Амиртеја, па га је убио у Мемфису у јесен 399. п. н. е, и онда се крунисао. Ти подаци су забележени у арамејском тексту који документ на папирусу зван Papyrus Brooklyn 13. Неферит је био родом из града Мендеса, гдје је премјестио пријестоницу и себи дао саградити гробницу. Египтом је владао од 398. до 393. п. н. е.
Неферит је настојао очувати независност Египта од Персијског царства за коју се био изборио његов претходник, те је подржавао Спарту у борби против Персијанаца, опскрбљујући је житом и материјалом од којих је саграђено 100 трирема.
Гробница у којој се налазе остаци саркофага и гробна добра је године 1992. и 1993. откопао археолошки тим Универзитета у Торонту и Универзитета у Вашингтону 1992-1993.